# フェア (行事)

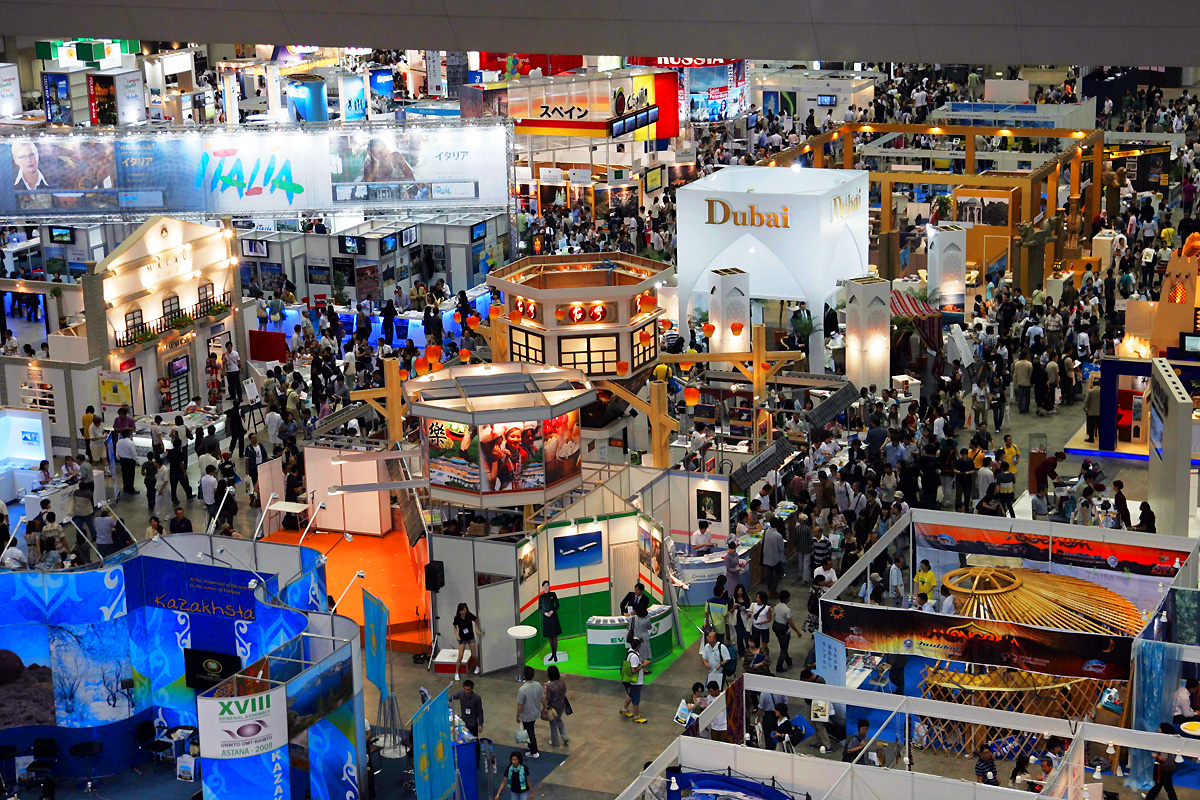
旅行業界の見本市（トレード・フェア）。

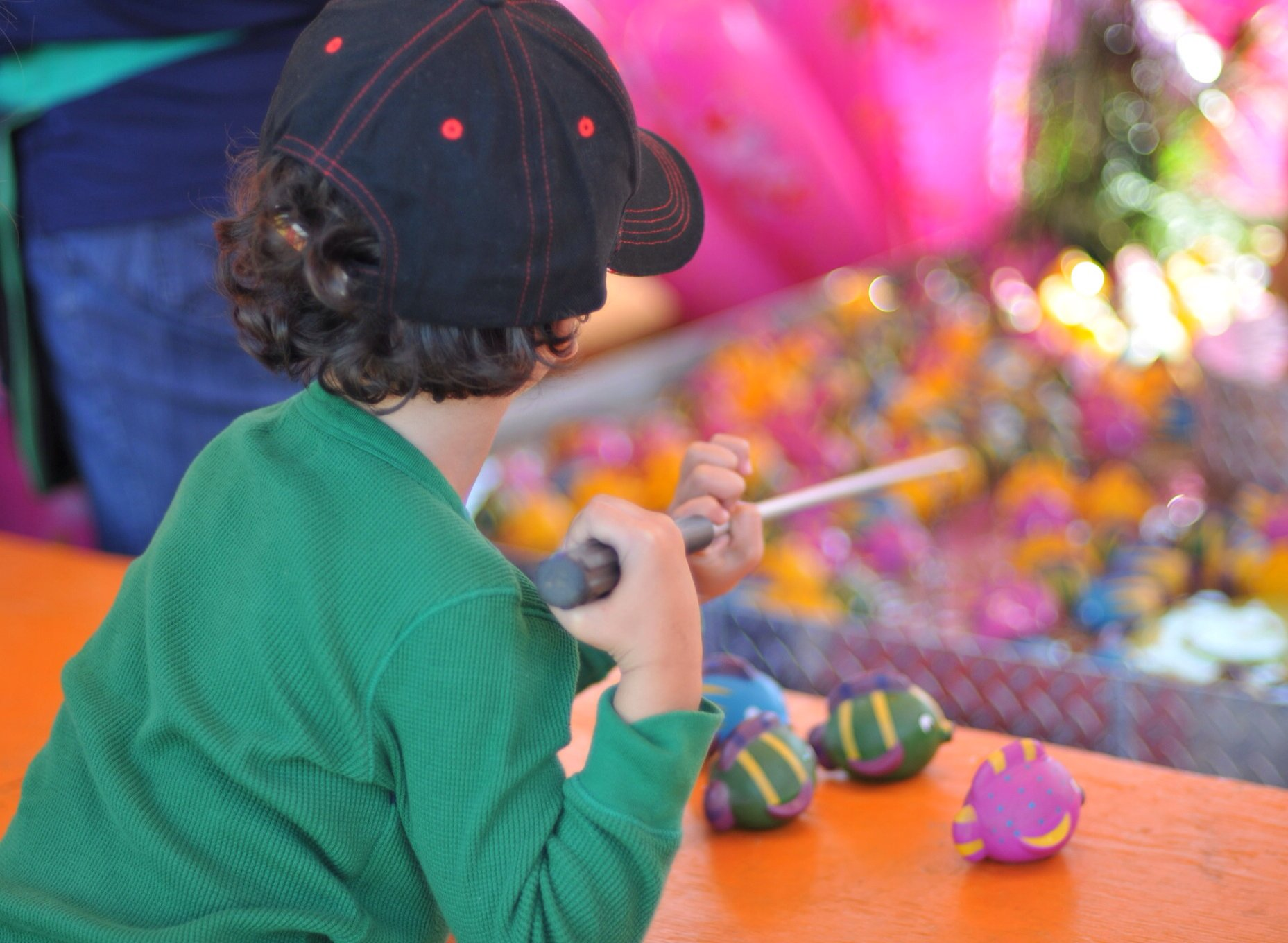
「釣り堀」で遊ぶ少年。カナダの収穫祭のひとつロックトン・ワールズ・フェアにて、2010年撮影。

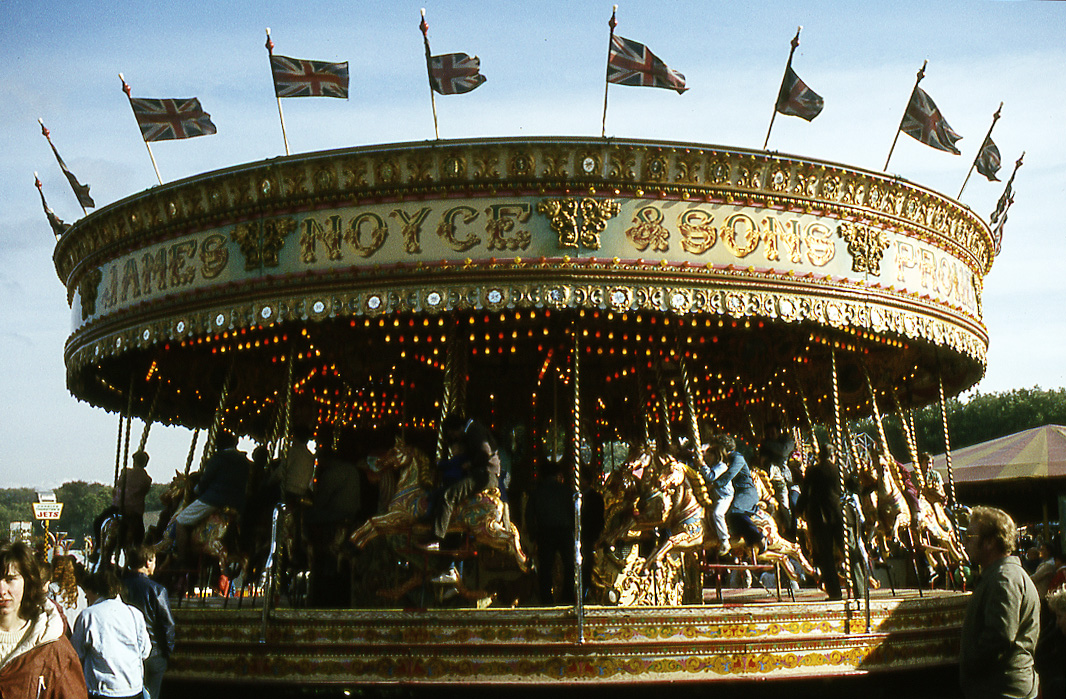
メリーゴーラウンドは、（欧米における）フェアではしばしば見かけられる、伝統的なアトラクションである。

フェア（英語: fair、古風な異綴りとして、faire、fayre）は、様々な娯楽や商業的活動のために、人々が集まる催し。通常、フェアは、一時的に実施される行事であり、特定の1日の午後だけといったものから、数週間程度の期間に呼ぶものまでが含まれる。
英語の「fair」に相当する日本語の概念には、市、見本市、展示即売会などがある。

## 歴史

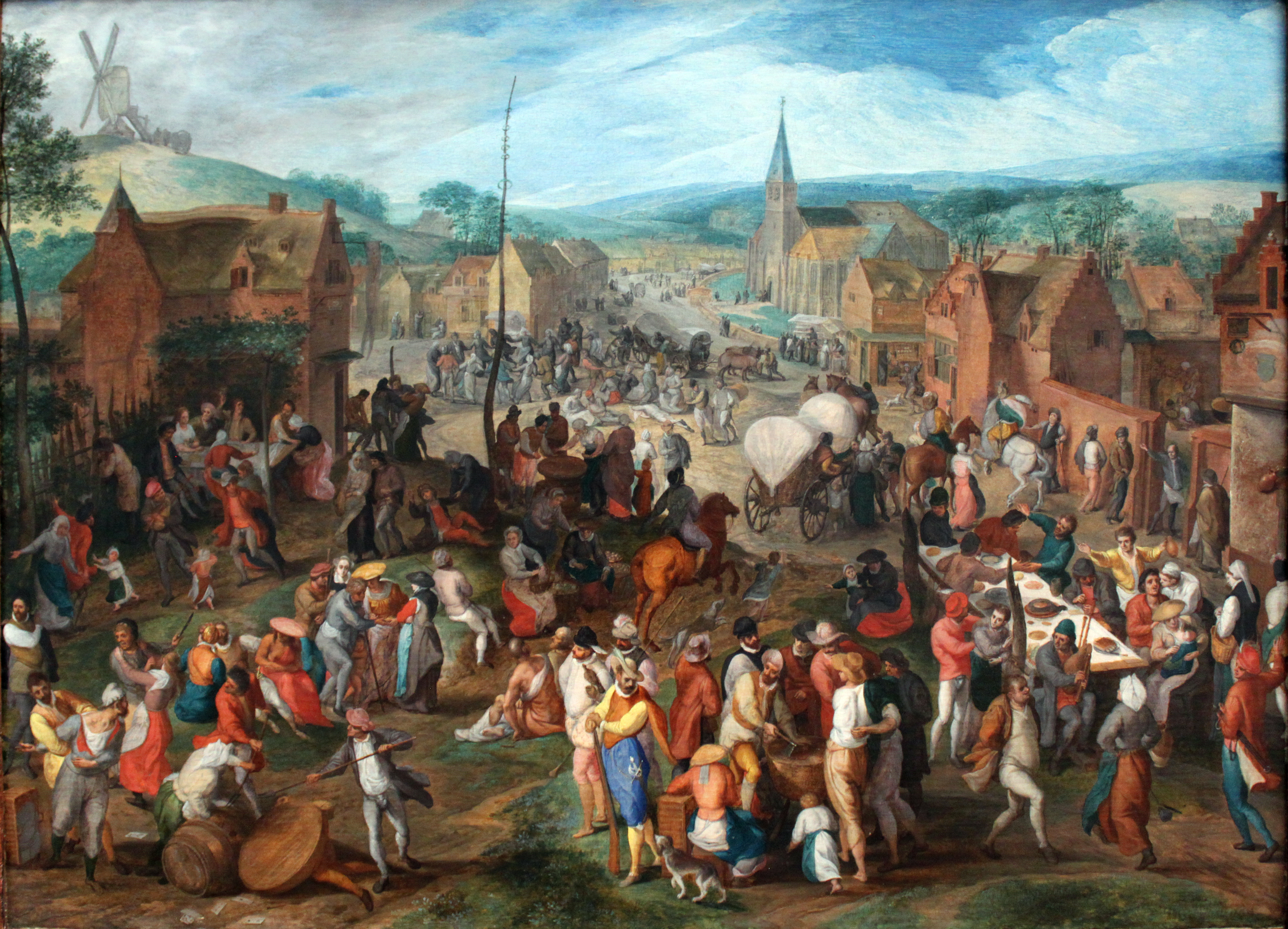
ヒリス・モスタールト作『村の市』、1590年。

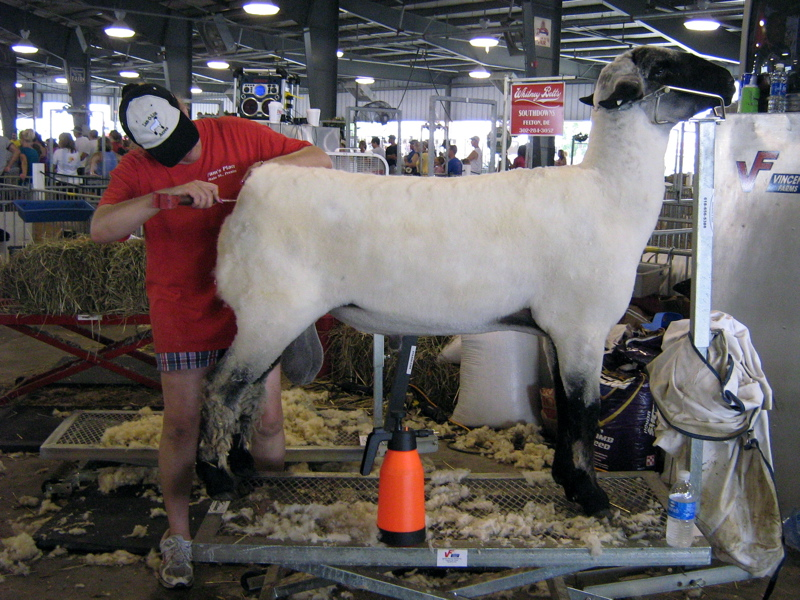
フェアでは、動物の展示も行われることがあるが、品評を受ける前にオーナーたちは手並みの手入れをする。

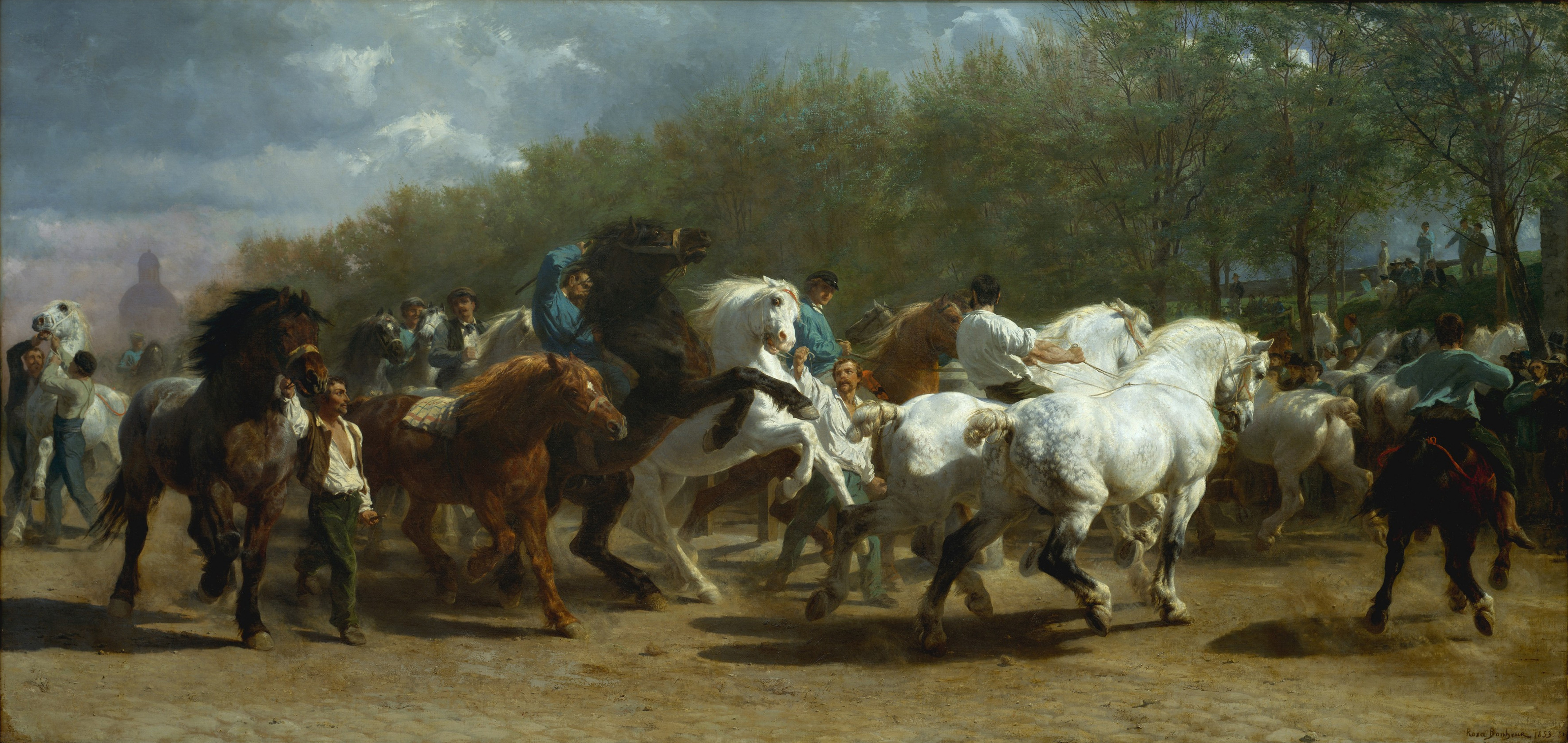
ローザ・ボヌール作『馬の市』、1852年 - 1855年。

ローマ帝国の属州であったユダヤ属州〜シリア・パレスティナ属州では、ユダヤ教の教えに背くとして、ラビがユダヤ人たちに特定の町のフェアに出向くことを禁じていた。
中世のヨーロッパでは、一時的な市場として多数のフェアが発達したが、卸売業者たちは売買の相手を見つけられると確信したフェアには時として何日もの時間をかけて旅行したので、遠隔地との交易や国際的な貿易において、フェアは特に重要な役割を果たした。こうしたフェアは、各地の教会の聖人の日などキリスト教の特別な行事と結び付けられて開催されるのが通常であった。イングランドのスタグショウ (Stagshaw) という場所では、おもに動物の売買などを行う年に1度のフェアが1293年から開催されていたという記録がある。7月4日に開催されていた大きなフェアのほか、この町では馬、子羊、雌羊など、特定の動物だけを扱う小規模なフェアも一年を通していろいろ開催していた。
インドでは、イラーハーバード、ハリドワール、ナーシク、ウッジャインを周りそれぞれの都市でおおむね12年に一度開催されるクンブ・メーラが、最大級のフェアの一つとなっており、2001年1月には6千万人が集まって、世界最大の人数が集まった集会とされた。「クンバ  (Kumbha)」は液体を入れる容器のピッチャーを、「メーラ (mēlā)」は同じくフェア/祭りを意味するサンスクリット語である。
アメリカ合衆国では、毎年、夏に開催される各地のフェアが、述べ1.5億人を動員する。アメリカ合衆国の各種フェアで開催される子どもたちの競技会には、小動物の飼育から、ロボット作りまで、多様なものが含まれており、伝統的に4Hクラブが協力して開催されるようになっている。

## 関連文献
- "Fair" . Encyclopædia Britannica (英語). Vol. 10 (11th ed.). 1911.